# Nový velký ilustrovaný slovník naučný
Nový velký ilustrovaný slovník naučný (NVISN) je encyklopedie vzniklá v Československu mezi lety 1929–1934. Dohromady vyšlo dvacet svazků, sedmnáct standardních (I–XVII) a tři doplňkové (1–3). Hlavní redaktor díla byl Antonín Dolenský a redaktor Alois Jaša. Pravopis se řídil Pravidly českého pravopisu z roku 1926.
Seznam přispěvatelů je uveden na začátku prvního svazku dodatků, sám Dolenský děkuje v předmluvě tohoto dílu jmenovitě Bibliografickému ústavu (Bibliographisches Institut) v Lipsku. Ze známých přispěvatelů lze uvést jména jako Rudolf Adámek, Valentin Bulgakov, Jindřich Chalupecký, Jiří Karásek ze Lvovic, Jindřich Štyrský, Václav Vladivoj Tomek, Jindřich Vaněk, Quido Maria Vyskočil, nebo Čeněk Zíbrt. V posledním díle dodatků byla jako příloha publikována Dolenského studie o pseudonymech a jejich seznam Slovník pseudonymů a kryptonymů v československé literatuře.
Encyklopedie si nikdy nezískala velkou oblibu. Zajímavost encyklopedie je značka pro odkazování (kroužek s šipkou dolu doprava).

## Technické zajištění
Dílo bez doplňků vyšlo v nakladatelství Gutenberg (Gutenberg Verlag), které zároveň vydávalo v Krakově polskou encyklopedii Wielka ilustrowana encyklopedja powszechna (1929–1938) a v Berlíně Gutenberg (Neues deutsches) Konversations-Lexikon a chystalo se na encyklopedický projekt v maďarštině. Tuto část slovníku vytiskla Pražská akciová tiskárna.
Zbylé tři díly doplňků dokončilo Nakladatelství Nebeský a Beznoska v tiskárně M. Knappa v Karlíně. Kvalitnější barevné mapové přílohy vytiskly samostatně grafický závod V. Neubert a synové na Smíchově.

## Svazky
| Číslo | Díl                                   | Rok  | Online    |
| ----- | ------------------------------------- | ---- | --------- |
| 1.    | A – Asiago                            | 1929 | Svazek 1  |
| 2.    | Asianismus – Björnstjerna             | 1929 | Svazek 2  |
| 3.    | Bks. – Církevní pohřeb                | 1930 | Svazek 3  |
| 4.    | Církevní právo – ČSR                  | 1930 | Svazek 4  |
| 5.    | ČSR – Difterie                        | 1930 | Svazek 5  |
| 6.    | Difthong – Elektrické vidění na dálku | 1930 | Svazek 6  |
| 7.    | Elektrické visuté dráhy – Fuscamin    | 1930 | Svazek 7  |
| 8.    | Fuse – Hertvík                        | 1930 | Svazek 8  |
| 9.    | Hertvis – Chojnice                    | 1930 | Svazek 9  |
| 10.   | Chokand – Klíč                        | 1931 | Svazek 10 |
| 11.   | Klíček – Legie                        | 1931 | Svazek 11 |
| 12.   | Legionář – Med                        | 1931 | Svazek 12 |
| 13.   | Měď – No                              | 1931 | Svazek 13 |
| 14.   | Noa – Phylobog                        | 1931 | Svazek 14 |
| 15.   | Physalis – Reni Quido                 | 1931 | Svazek 15 |
| 16.   | Renk Anton – Šorm František           | 1932 | Svazek 16 |
| 17.   | Šošoni – Zyznowski Jan                | 1932 | Svazek 17 |
| 18.   | Dodatky 1 Aabenraa – Majolika         | 1933 | Svazek 18 |
| 19.   | Dodatky 2 Majolité – Středomoří       | 1933 | Svazek 19 |
| 20.   | Dodatky 3 Středověk – Žveykal Jan     | 1934 | Svazek 20 |